# Tübinger Beschluss
Der Tübinger Beschluss zur „Neubildung studentischer Gemeinschaften“ wurde von der Westdeutschen Rektorenkonferenz (WRK) am 11. Oktober 1949 in Tübingen gefasst. Darin begrüßten die versammelten Rektoren der westdeutschen Universitäten zwar die Bildung studentischer Gemeinschaften, bezeichneten jedoch die „Wiederherstellung alter, überlebter Gemeinschaftsformen“ – gemeint waren die traditionellen Studentenverbindungen – ausdrücklich als Gefahr für die deutschen Hochschulen. Sie appellierten an die Studenten, sich ihrer politischen und sozialen Verantwortung bewusst zu bleiben und den „Blick vorwärts auf neue Ziele, nicht rückwärts zu richten“. Die Altherrenschaften früherer Korporationen riefen sie auf, „die junge Generation bei der Entwicklung neuer, in die Zukunft weisender Gemeinschaftsformen zu unterstützen, statt sie an die Formen vergangener Zeiten zu binden“. Zudem wies die WRK die Regierungen und Landtage der deutschen Länder „nachdrücklich auf ihre Aufgabe hin, durch Bereitstellung ausreichender Mittel und geeigneter Räumlichkeiten“ die Voraussetzungen für die Pflege eines „gesunden studentischen Gemeinschaftslebens“ zu schaffen.
Grundlage für diesen Beschluss war eine kurz zuvor ergangene Entschließung des Großen Senates der Universität Tübingen, den sich die WRK ausdrücklich zu eigen machte. In dieser Entschließung hieß es unter anderem:

„Im Bilde der kommenden studentischen Gemeinschaften wird kein Platz mehr sein für die Veranstaltungen von Mensuren, die Behauptung und Herausstellung eins besonderen studentischen Ehrbegriffes, die Abhaltung geistloser und lärmender Massengelage, die Ausübung einer unfreiheitlichen Vereinsdisziplin und das öffentliche Tragen von Farben.“

Dieser Beschluss blieb unter den Rektoren der Universitäten nicht ohne Kritik und wurde insbesondere von selbst korporierten Rektoren nicht mit getragen. So setzte sich der Würzburger Rektor Max Meyer für einen vorurteilsfreieren Umgang der Universitäten mit den Verbindungen ein. Der Beschluss wurde dennoch in den folgenden Jahren mehrfach erneuert. Die schlagenden Verbindungen reagierten hierauf unter Initiative der Kösener Corps durch den Verband Alter Corpsstudenten am 1. April 1951 mit der Gründung der Arbeitsgemeinschaft Andernach. Erst nach dem Göttinger Mensurenprozess und weiteren Verfahren einzelner Studentenverbindungen zu Einzelpunkten des Tübinger Beschlusses vor den 1949 neu geschaffenen Verwaltungsgerichten, die die Umsetzung der Beschlüsse der Rektorenkonferenz mit dem jungen Grundgesetz der Bundesrepublik für unvereinbar erklärten, gaben die Rektoren ihren Widerstand allmählich auf. So urteilte das VG Hannover zum „Farbentragen in der Öffentlichkeit“ am 8. Juli 1954:

„Weder der Staat noch die Universität haben die Befugnis, den einzelnen Studierenden oder studentische Vereinigungen hinsichtlich der verfassungsmäßigen Grundrechte unter ein Ausnahmerecht zu stellen. Das Farbentragen verletzt aber weder die Rechte anderer noch verstößt es gegen das Sittengesetz oder die verfassungsmäßige Ordnung.“

Die Haltung der Rektoren wie der Kultusminister bzw. -senatoren gegenüber den Studentenverbindungen war in der Folgezeit wegen der Kulturhoheit der Länder jedoch nicht einheitlich; eine besonders harte Linie gegenüber Korporierten wurde in West-Berlin verfolgt. Rechtsstreitigkeiten zwischen Universitäten und Studentenverbindungen über deren Rechte innerhalb der Universitäten wurden auch nach der Deutschen Wiedervereinigung noch geführt.
Innerhalb der Studentenschaft blieb die Frage ebenfalls weiterhin umstritten. Während beispielsweise in Göttingen 1957 der über eine korporierte Liste zum AStA-Vorsitzenden gewählte Ruprecht Vondran wegen der von ihm organisierten Polen-Reise während des Kalten Krieges in den Fokus der Geheimdienste geriet, wurde noch 1963 der AStA-Vorsitzende der FU Berlin, Eberhard Diepgen, aufgrund seiner Zugehörigkeit zu einer schlagenden Verbindung in einer studentischen Urabstimmung demonstrativ abgewählt. 2014 schloss die niedersächsische Landesastenkonferenz den AStA der Universität Göttingen aus, weil zwei nichtfarbentragende Verbindungsstudenten Mitglied im Vorstand des Göttinger AStA waren.